# Pimentade
Pour les articles homonymes, voir Pimentade (homonymie).
La pimentade est un mets créole typique de la cuisine guyanaise. Il s'agit d'un court-bouillon généralement à base de poisson et parfois de viande, accompagné d'une sauce tomate et de piment. Elle peut être préparée avec n'importe quel poisson ou viande et est accompagnée de riz blanc ou de couac,.

## Variantes du plat

### Pimentade de bœuf

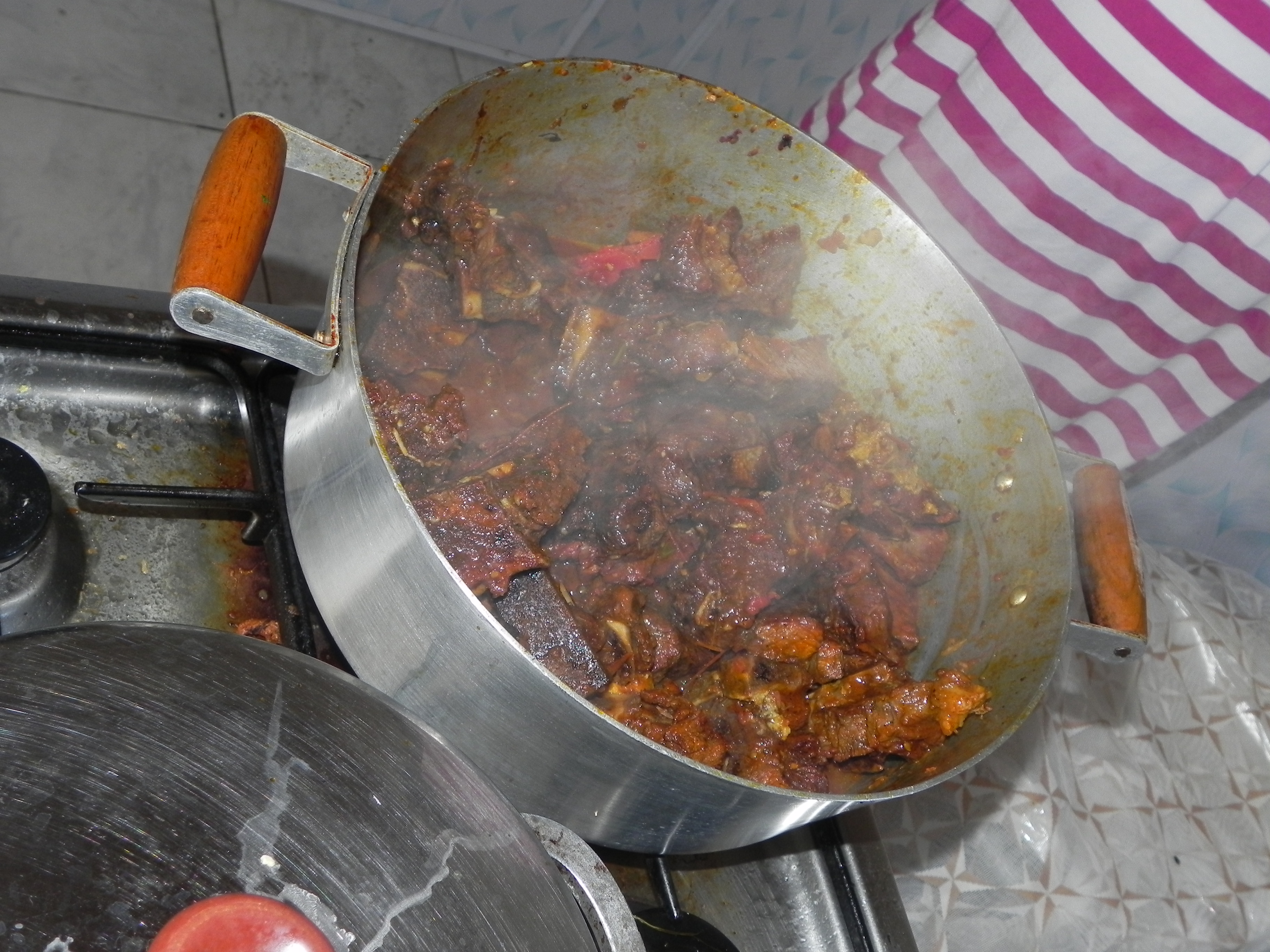
Pimentade de bœuf (spécialité créole de Sinnamary).

La pimentade de bœuf est le plat emblématique de la commune de Sinnamary.